# 陳厲公
陳厲公（？—前700年），媯姓，名躍，春秋时期諸侯國陳國君主。他是陳桓公之子，太子免之弟。

## 生平
叔父陈君佗殺太子免篡位自立，被蔡國人所殺。公子躍立為君，是為陳厲公。他是陳國第14位君主，在位期間為前707年8月－前700年8月，共在位7年。前700年八月壬辰，陈侯跃（陳厲公）卒。他去世後，公子林即位，是為陳莊公。

## 子嗣
陈庄公、陈宣公都是陈厉公之子。陈厉公另一子陈完未能继位，后更为避祸出奔齐国，改为田氏，子孙在齐国扎根並成為齐王，为战国七雄之一，史称田氏代齐。